# 惠妃
惠妃，古代中国、朝鮮半島、越南妃嫔封号。唐开元时设置，地位仅次于皇后。金、明、清皆有此封号。

## 历史
唐初，皇后之下，设四夫人。为贵妃、淑妃、德妃、贤妃。
玄宗开元年间后宫封号改制，始置惠妃。设惠妃、丽妃、华妃三妃，正一品。开元十二年（724年），王皇后被废，玄宗特赐武氏为惠妃，另有丽妃赵氏、华妃刘氏。开元二十三年（735年），皇甫德儀逝世被追赠为淑妃。武惠妃逝世后，玄宗又专宠于杨氏，在天宝年间册为贵妃。后世的唐朝皇帝，册封妃子的封号仍为贵妃、淑妃、德妃、贤妃。

## 被封惠妃者

### 中國
- 唐代惠妃

1. 貞順皇后，曾封惠妃，唐玄宗追封皇后。
2. 趙惠妃，唐德宗妃嬪，被追封為惠妃。

- 辽朝惠妃

1. 蕭坦思，辽道宗第二位皇后，被贬为惠妃。

- 金朝惠妃

1. 徒单皇后，曾封惠妃，海陵王皇后。
2. 大元妃，曾封惠妃，海陵王妃。

- 明代惠妃

1. 郭惠妃，明太祖妃。
2. 崔惠妃，明太祖妃。
3. 吴惠妃，明成祖妃。
4. 安順惠妃，明成祖妃。
5. 崔惠妃，明成祖美人，追赠惠妃。
6. 赵惠妃，明仁宗妃。
7. 何贵妃，曾封惠妃，明宣宗妃。
8. 吴惠妃，明宣宗妃。
9. 王惠妃，明英宗妃。
10. 劉敬妃，明英宗妃，加号惠妃。
11. 郭惠妃，明宪宗妃。
12. 马惠妃，明穆宗妃。

- 清代惠妃

1. 惠妃纳喇氏，康熙帝妃。

### 朝鮮
- 高麗惠妃

1. 惠妃李氏，恭愍王妃。

### 越南
- 後黎朝惠妃

1. 范惠妃，黎太祖妃

- 阮主惠妃

1. 孝昭皇后段氏安，阮主阮福瀾妻室，武王阮福濶追尊為贞淑慈静敏睿惠妃

- 阮朝惠妃

1. 慈宫皇太后，曾封二階惠妃，阮朝啟定帝妃。

## 諡號
- 惠太子妃蕭氏
- 純惠皇貴妃蘇佳氏